# Привольное (Луганская область)
Привольное (укр. Привільне) — село, относится к Беловодскому району Луганской области Украины.
Население по переписи 2001 года составляло 121 человек. Почтовый индекс — 92821. Телефонный код — 6466. Занимает площадь 1 км². Код КОАТУУ — 4420685505.

## Местный совет
92820, Луганська обл., Біловодський р-н, с. Євсуг, вул. Леніна, 225  (укр.)